# Mechernich

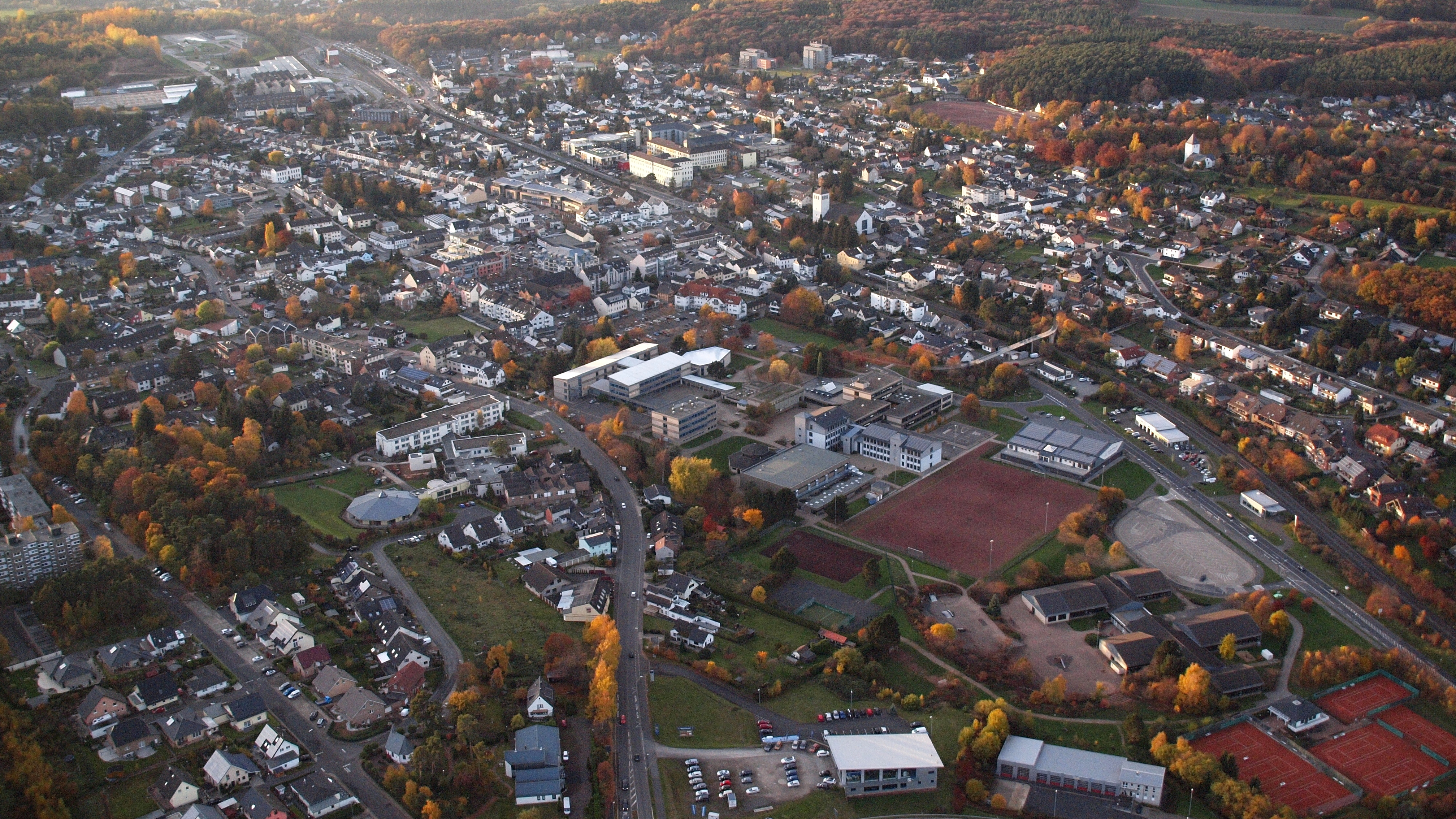
Mechernich, Luftaufnahme (2015)

Mechernich ist eine kreisangehörige Stadt im Kreis Euskirchen. Sie befindet sich im Süden von Nordrhein-Westfalen im Naturpark Nordeifel und ist ein Tor zum Nationalpark Eifel. Im Bildungsbereich und in der medizinischen Versorgung erfüllt die ehemalige Bergbaustadt wichtige Funktionen für die Region Nordeifel.

## Geografie

### Stadtgliederung
Mechernich besteht aus 44 Ortschaften mit insgesamt rund 29.000 Einwohnern:
1. Antweiler
2. Berg
3. Bergbuir
4. Bergheim
5. Bescheid
6. Bleibuir
7. Breitenbenden
8. Denrath
9. Dreimühlen
10. Eicks
11. Eiserfey
12. Firmenich
13. Floisdorf
14. Gehn
15. Glehn
16. Harzheim
17. Heufahrtshütte
18. Holzheim
19. Hostel
20. Kalenberg
21. Kallmuth
22. Katzvey
23. Kommern
24. Kommern-Süd
25. Lessenich
26. Lorbach
27. Lückerath
28. Mechernich
29. Obergartzem
30. Rißdorf
31. Roggendorf
32. Satzvey
33. Schaven
34. Schützendorf
35. Strempt
36. Urfey
37. Voißel
38. Vollem
39. Vussem
40. Wachendorf
41. Weiler am Berge
42. Weißenbrunnen
43. Weyer
44. Wielspütz

### Lage
Die Stadt Mechernich grenzt an folgende Gemeinden:
Stadt Zülpich, Kreisstadt Euskirchen, Stadt Bad Münstereifel, Gemeinde Nettersheim, Gemeinde Kall, Stadt Schleiden (alle im selben Kreisgebiet) und die Stadt Heimbach (Eifel) (im Kreis Düren)
Auf dem Brehberg, der mit seinen 525 Metern der höchste Punkt im Gebiet der Stadt Mechernich ist, befindet sich auch ein „Eifel-Blick“, also einer der schönsten Aussichtspunkte der Eifel.

## Geschichte

### Ortsgeschichte
Mechernich wurde im Jahre 1308 erstmals unter dem Namen „Megchernich“ im „Liber valoris“, dem „Werte-Buch der Kirchen der Diözese Köln“, urkundlich erwähnt. 1394 wird zum ersten Mal der Bergbau auf dem Mechernicher Bleiberg schriftlich erwähnt. Möglicherweise geht dieser Bergbau bis in römische und keltische Zeit zurück, sichere Belege hierfür fehlen aber bislang.
Die jüdische Bevölkerung in Mechernich wuchs ab Mitte des 19. Jahrhunderts vor allem durch den Zuzug aus umliegenden Dörfern an, 1885 zählte die zum Synagogenbezirk Schleiden-Malmedy gehörende örtliche jüdische Gemeinde 64 Mitglieder. Eine 1883 eingeweihte Synagoge in der damaligen Heerstraße (heutige Rathergasse) war 1930 offenbar schon baufällig. Das Gotteshaus wurde im Zuge der Novemberpogrome 1938 schwer beschädigt und 1939 abgerissen.

### Eingemeindungen

Wappen des ehem. Amtes Hergarten

Am 1. Juli 1969 wurde Mechernich durch die Eingemeindung der bis dahin selbständigen Gemeinden Berg, Bleibuir, Eicks, Floisdorf, Glehn, Hostel aus dem ehemaligen Amt Hergarten sowie Breitenbenden, Harzheim, Holzheim, Kallmuth, Lorbach, Vussem-Bergheim und Weyer vergrößert. Im Zuge der nordrhein-westfälischen, kommunalen Neugliederung wurden am 1. Januar 1972 die Kreise Euskirchen und Schleiden vereinigt. Die Gemeinden Veytal (vorher Altkreis Euskirchen) und Mechernich (vorher Altkreis Schleiden) wurden ebenfalls zusammengeführt. Außerdem wurden Teile der Gemeinde Kall (früher: Gemeinde Wallenthal) mit 390 Einwohnern nach Mechernich umgegliedert. Die neu gebildete Gemeinde Mechernich im neuen Kreis Euskirchen umfasst 44 Ortschaften. Sie bekam am 23. Juli 1975 die Stadtrechte verliehen.

## Politik
- CDU: 16
- SPD: 7
- UWV: 5
- Grüne: 5
- FDP: 2
- Linke: 1
- AfD: 2

### Stadtrat
Die bisher 32 Sitze des Stadtrats erhöhten sich auf Grund von Überhang- und Ausgleichsmandaten auf 38 und verteilen sich seit der Kommunalwahl am 13. September 2020 wie folgt:
- CDU: 16 Sitze (+3)
- SPD: 7 Sitze (±0)
- UWV: 5 Sitze (−1)
- GRÜNE: 5 Sitze (+2)
- FDP: 2 Sitze (±0)
- LINKE: 1 Sitz (±0)
- AfD: 2 Sitze (+2)

Die SPD bildet gemeinsam mit dem Ratsmitglied der Die Linke eine Fraktionsgemeinschaft. Die übrigen Parteien bilden eigenständige Fraktionen.
| Wahl       | Wahlberechtigte Gesamt | Sitze Gesamt | CDU | SPD | FDP | AfD | Grüne | DIE LINKE | UWV |
| ---------- | ---------------------- | ------------ | --- | --- | --- | --- | ----- | --------- | --- |
| 01.10.1989 | 17 341                 | 39           | 18  | 18  | –   | –   | –     | –         | 3   |
| 16.10.1994 | 18 019                 | 39           | 18  | 14  | –   | –   | 2     | –         | 5   |
| 12.09.1999 | 19 953                 | 32           | 14  | 08  | 1   | –   | 1     | –         | 8   |
| 26.09.2004 | 21 389                 | 32           | 15  | 07  | 2   | –   | 2     | –         | 6   |
| 30.08.2009 | 22 202                 | 32           | 13  | 07  | 2   | –   | 3     | 1         | 6   |
| 25.05.2014 | 22 430                 | 32           | 13  | 07  | 2   | –   | 3     | 1         | 6   |
| 13.09.2020 | 23 182                 | 38           | 16  | 07  | 2   | 2   | 5     | 1         | 5   |

(Quelle:)

### Bürgermeister
Bürgermeister der Stadt Mechernich ist seit 1999 Hans-Peter Schick (CDU). 2004 wurde er mit 59,27 Prozent, 2009 mit 63,48 Prozent, 2014 mit 71,36 Prozent und 2020 mit 58,33 Prozent der Stimmen wiedergewählt.
Frühere Bürgermeister
- 1927–1933: Felix Gerhardus (1895–1973, Zentrum), später Oberkreisdirektor des Kreises Schleiden
- 1933:–9999 Heinrich Jacobs (NSDAP)
- 1933–1935: Hans Weisheit (1901–1954, NSDAP), nachfolgend bis 1945 Landrat des Siegkreises
- 1935–1941: Johannes (Hans) Zanders (* 1905, NSDAP)
- 1945– ?:–99 Heinrich (Heinz) Sistig
- 1948– ?:–99 Heinrich Virnich (* 1883)
- um 1965/1974: Peter Giesen (CDU)
- 1979–1984: Heinz Kehmeier (CDU), seit 2000 Ehrenbürgermeister
- 1984–1989: Karl Heinz Gehrke (1915–2008, CDU), Ehrenbürgermeister
- 1989–1994: Peter Schüller (1921–2006; SPD)
- 1994–1996: Peter Wassong (CDU)
- 1996–1998: Heinrich Schaper (CDU)

### Gemeinde- und Stadtdirektoren
Von 1946 bis 1999 leiteten die Gemeinde bzw. Stadtdirektoren die Verwaltung.
- um 1961/68: Franz Brendt
- 1969–1988: Helmut Rosen (1924–2014, CDU), seit 1975 Stadtdirektor; zuvor von 1961 an Gemeindedirektor des Amtes Hergarten
- um 1992 Bernhard Wachter (CDU)

### Wappen

Banner der Stadt

| Wappen von Mechernich | Blasonierung: „Geteilt von Gold und Blau, oben ein schreitender, rot-bezungter und -bewehrter schwarzer Löwe, belegt mit einem durchgehenden, fünflätzigen roten Turnierkragen, unten ein schräggekreuzter silberner Schlägel (Bergmannshammer) und ein silbernes Eisen (Bergmannseisen, Schlägel und Eisen).“ |
| Wappen von Mechernich | Wappenbegründung: Der schwarze Löwe mit dem fünflätzigen roten Turnierkragen in Gold ist dem Wappen der Grafen von Blankenheim (dort steigend) entnommen, die neben anderen Geschlechtern über 500 Jahre in Mechernich geherrscht haben. Der Bergbau hat Mechernich besonders geprägt, was durch Übernahme von „Schlägel und Eisen“ in der Form des Zunftwappens der Bergleute symbolisiert wird. Das Wappen wurde am 9. Februar 1973 vom Kölner Regierungspräsidenten Günter Heidecke genehmigt, nachdem der Oberpräsident der damaligen Rheinprovinz, Ernst Albert von Bodelschwingh, der Ursprungsgemeinde Mechernich am 6. August 1935 das Recht zur Führung eines Gemeindewappens verliehen hatte. |

Wappen der ehem. Gemeinde Berg
Wappen der ehem. Gemeinde Bleibuir
Wappen der ehem. Gemeinde Eicks
Wappen der ehem. Gemeinde Eiserfey
Wappen der ehem. Gemeinde Floisdorf
Wappen der ehem. Gemeinde Glehn
Wappen des ehem. Gemeinde Hostel
Wappen des ehem. Gemeinde Kallmuth
Wappen der ehem. Gemeinde Kommern
Wappen der ehem. Gemeinde Weyer

### Städtepartnerschaft
Mechernich unterhält seit 1967 eine Partnerschaft mit der südöstlichen französischen Stadt Nyons. Seit 2016 besteht zudem eine Städtepartnerschaft mit der polnischen Stadt Skarszewy.

## Sehenswürdigkeiten und Tourismus

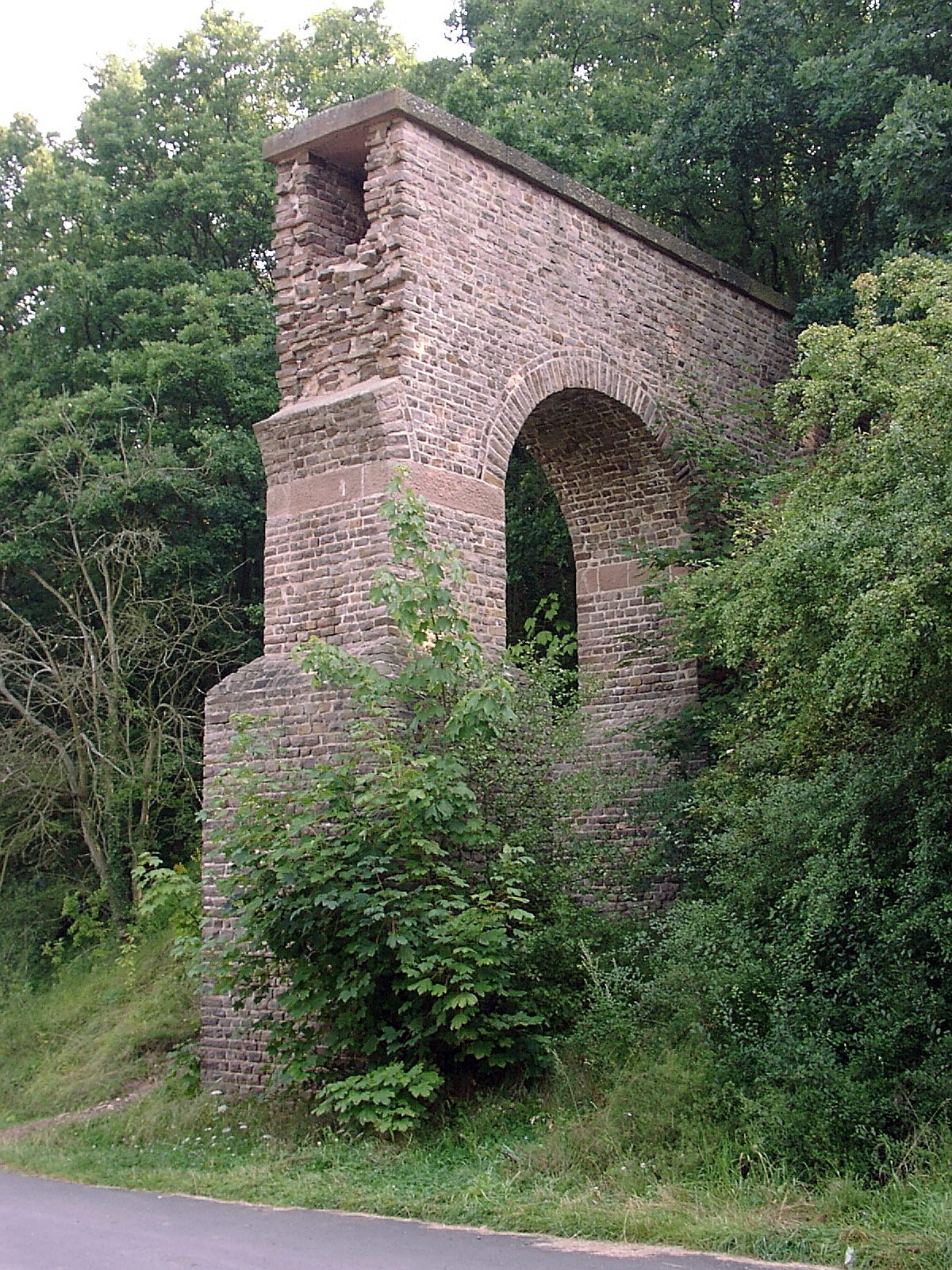
Rekonstruierter Aquädukt

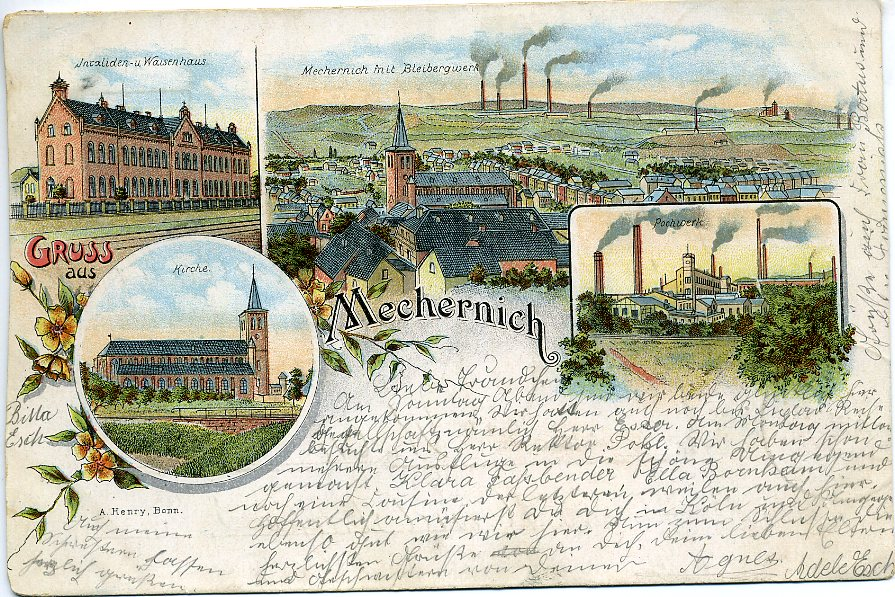
Lithographie 1897

- Durch die südlichen Ortsteile der Stadt führt die Eifelwasserleitung. Sie ist einer der längsten Aquädukte des Römischen Reiches, der das antike Köln mit Trinkwasser versorgte.
- Im Stadtteil Satzvey befindet sich eine der besterhaltenen Wasserburgen der Eifel, die gleichnamige Burg Satzvey.
- Kakushöhle, ein Höhlensystem im Ortsteil Dreimühlen, das schon in der Frühzeit der Menschheitsgeschichte besiedelt wurde. Die Höhlen entstanden durch Auswaschungen vor etwa 250.000 bis 500.000 Jahren. In vorgeschichtlicher Zeit wurden die Höhlen durch einen künstlich angelegten Wall gesichert.
- Der Herkelstein, eine 434,5 m hohe Erhebung im nordöstlichen Teil der Eifel (NRW, Deutschland) bildet den höchsten Punkt des Eschweiler Höhenzuges und liegt im Naturpark Nordeifel.
- Bruder-Klaus-Feldkapelle von Peter Zumthor[17]
- Hochwildpark Rheinland
- Erlebniswelt Eifeltor, ein 500.000 m² großer Erlebnispark
- Historischer Ortskern von Kommern

### Burgen und Schlösser
Auf dem Stadtgebiet von Mechernich befinden sich sieben Burgen und zwei Schlossanlagen: Antweiler, Berg, Firmenich, Kommern, Zievel, Heistard, Satzvey. Die Burg Satzvey ist durch ihre Mittelalterveranstaltungen weit über das Kreisgebiet bekannt. Die Schlossanlagen sind Schloss Eicks, das seine Wurzeln im Mittelalter hat, da es aus einem burgartigen Fronhof entstand, und Schloss Wachendorf im gleichnamigen Ortsteil. Zwischen Roggendorf und Strempt befand sich das Haus Rath. Burgvey ist noch als Ruine vorhanden.

### Museen
- Rheinisches Freilichtmuseum in Kommern
- Bergbaumuseum und Besucherbergwerk Grube Günnersdorf
- Atomschutzbunker der Landeszentralbank Nordrhein-Westfalen[18]

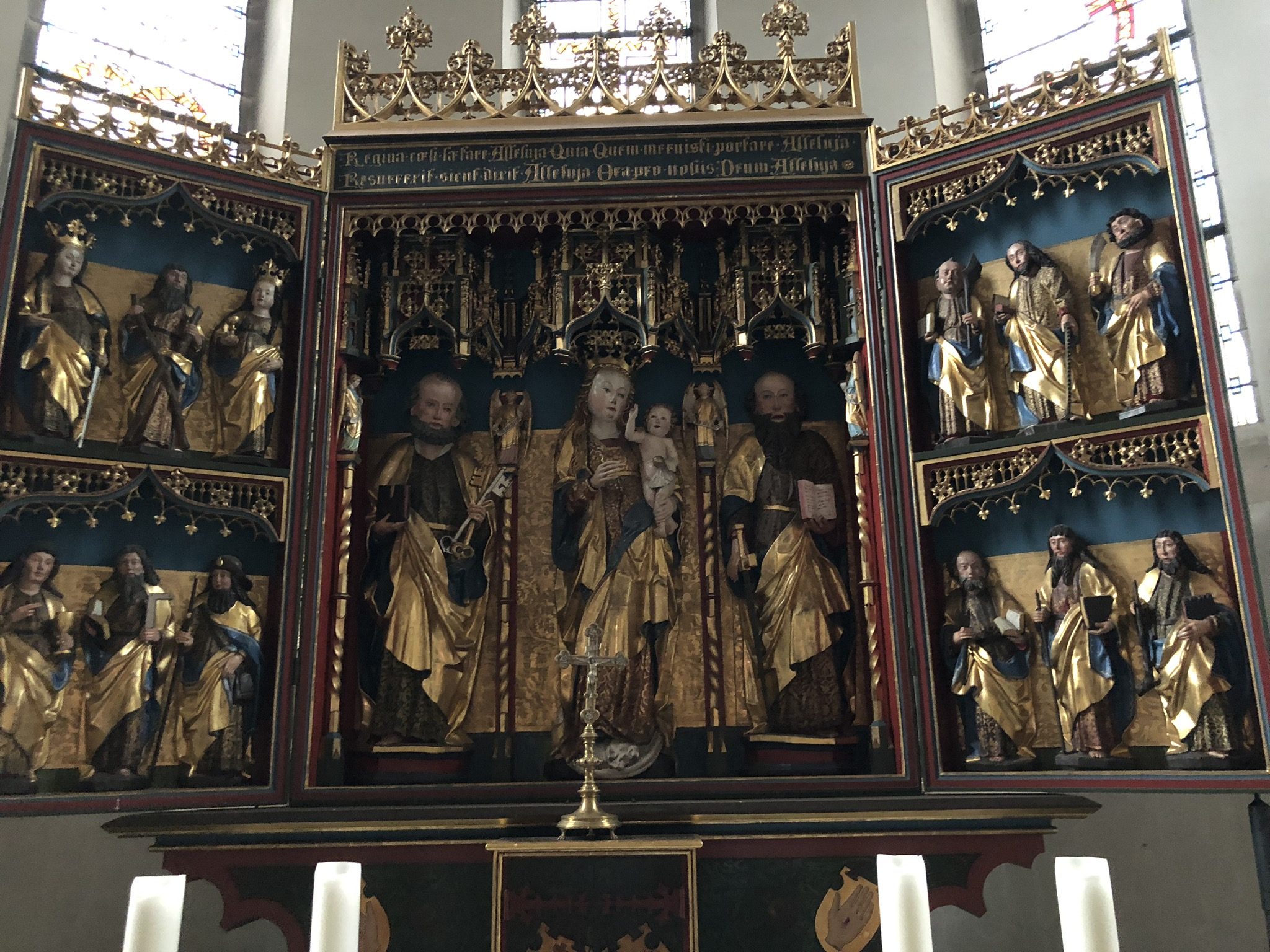
Roggendorfer Schnitzaltar

### Kirchen
Mehrere Kirchen in Mechernich und seinen Ortsteilen sind Johannes dem Täufer geweiht:
- die Alte Kirche in Mechernich, die schon im 11. Jahrhundert als ein flachgedeckter Bau mit ungegliedertem Turm bestand,[19]
- die 1953 nach Plänen von Peter Salm gebaute Neue Pfarrkirche St. Johannes Baptist in Mechernich,
- die Filialkirche St. Johannes im Ortsteil Roggendorf, die nach den Plänen des Architekten Richard Abel 1890 im neostaufischen Stil erbaut wurde. In ihrer Apsis steht der Roggendorfer Schnitzaltar, ein dreiteiliger Schnitzaltar, 235 × 280 cm, von etwa 1500. Er stammt aus Bad Kreuznach und ist ein Geschenk der Bergwerksfamilie Kreuser.
- die Pfarrkirche St. Johann Baptist in Antweiler gehört zum Seelsorgebereich Veytal.

In einigen Kirchen der Stadt Mechernich finden sich Kunstwerke des Mittelalters oder der frühen Neuzeit:

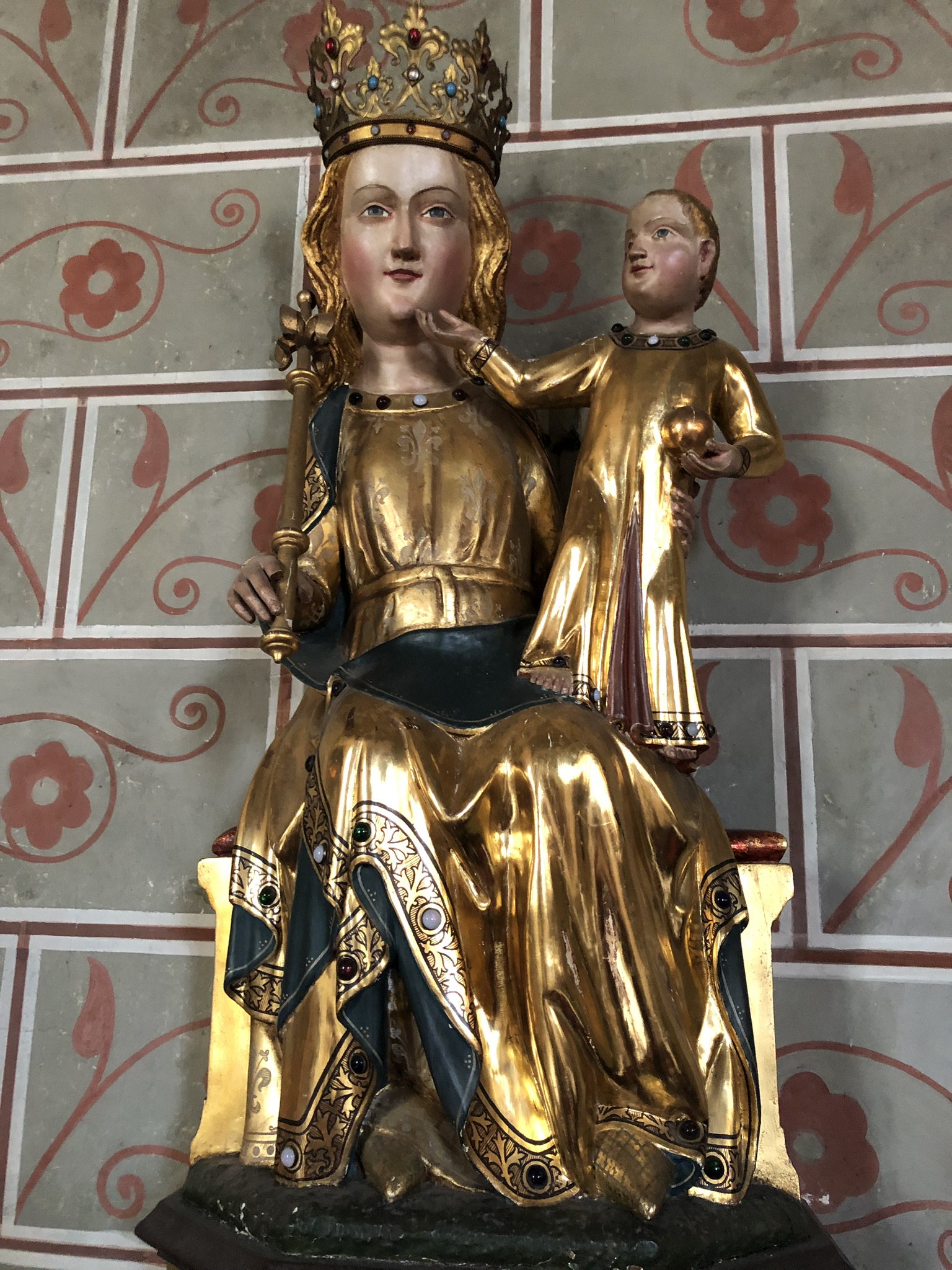
Floisdorfer Madonna
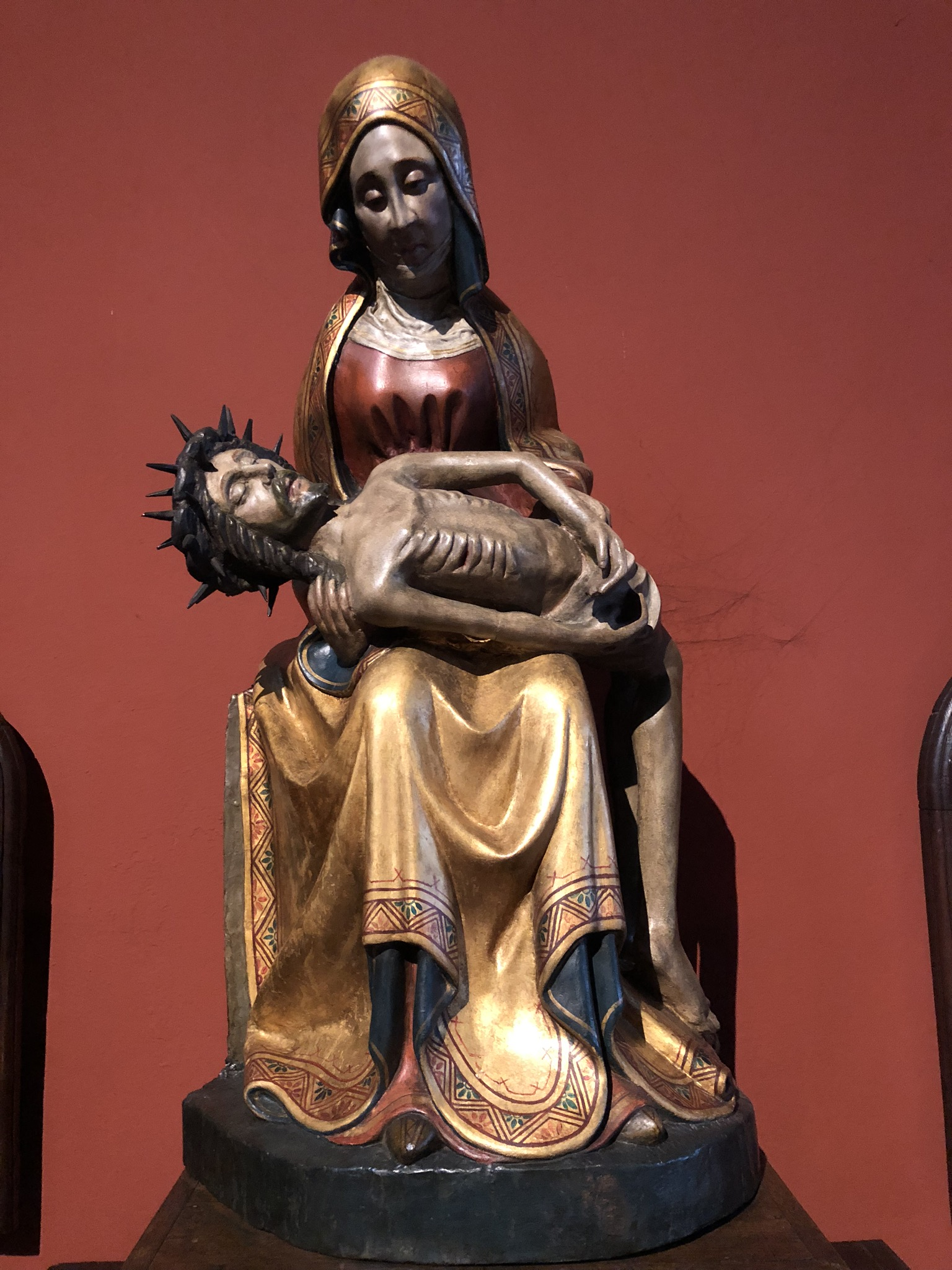
Kallmuther Pietà
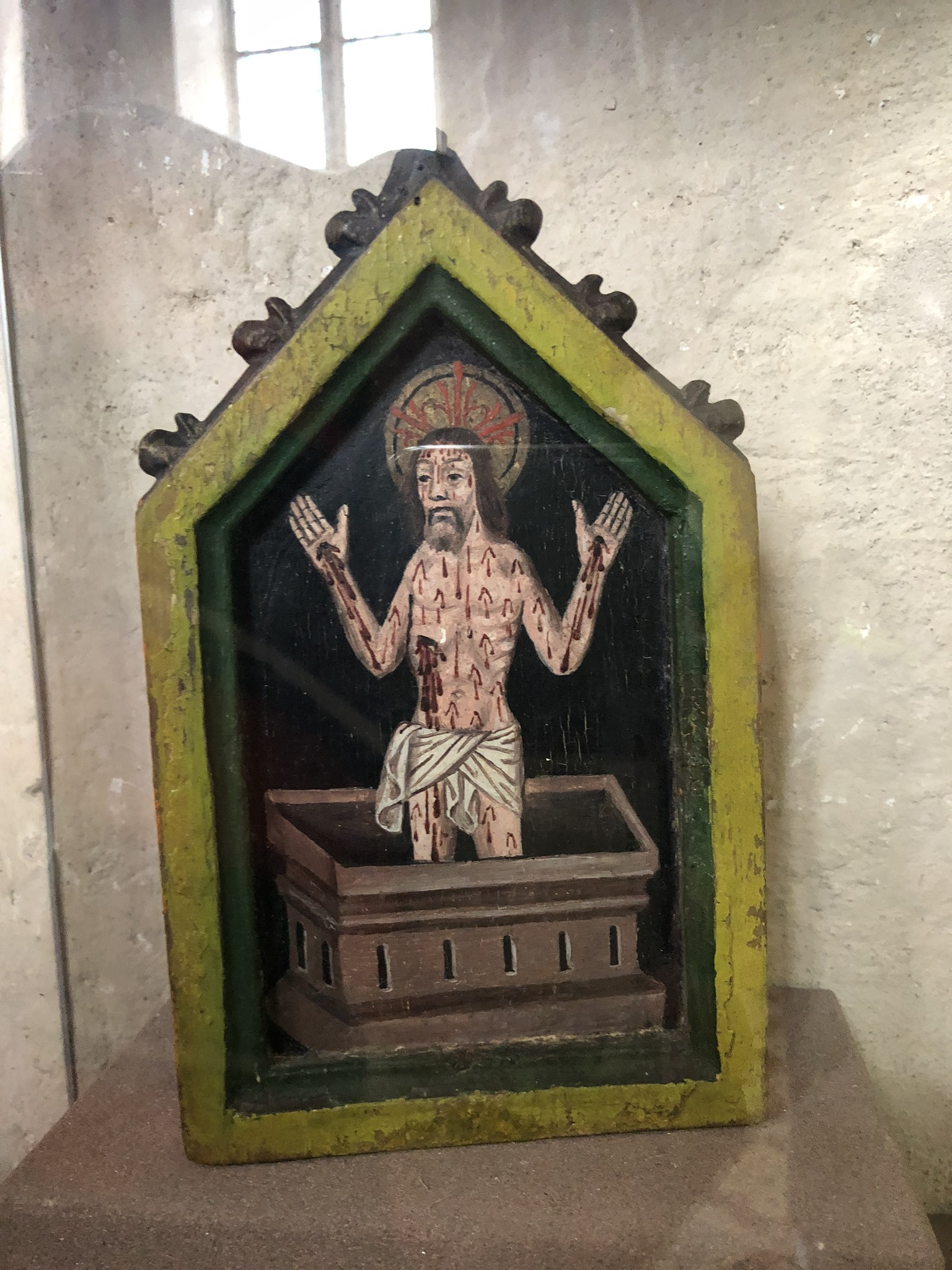
Das Paxtäfelchen in Hostel
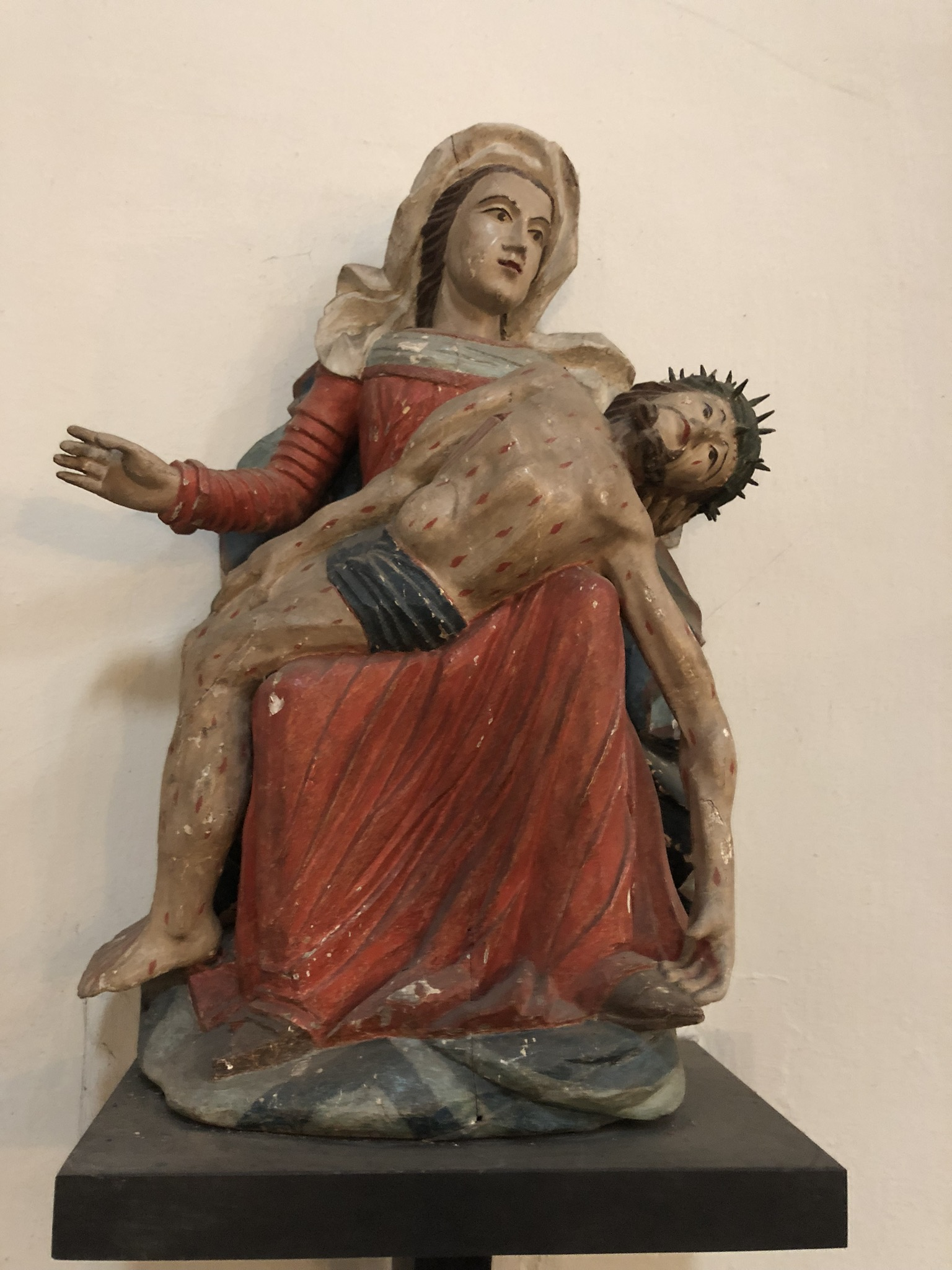
Strempter Pietà

- Die Floisdorfer Pfarrkirche St. Pankratius geht auf Pläne des Kölner Baumeisters Theodor Kremer zurück und wurde am 1. August 1895 geweiht. Die Madonna mit Kind stammt von 1400 und ist damit das wohl älteste Kunstwerk aus dem Stadtgebiet Mechernich. Sie ist ohne Krone 80 cm hoch und wurde 1912 in Aachen neu gefasst, instand gesetzt und vergoldet. Vorher stand sie in einem offenen Bethäuschen zwischen Berg und Hergarten.[20] Ihr Kleid ist mit Lilien punziert. Der rechten Hand sind leider Daumen und Zeigefinger abgebrochen.[21]
- Die heutige Pfarrkirche zum Heiligen Märtyrer Georg in Kallmuth ist ebenso nach Plänen von Theodor Kremer 1888 fertiggestellt worden. Die Kallmuther Pietà steht auf einem Seitenaltar links der Apsis aus Holz misst eine Höhe von 79 cm ist vermutlich um das Jahr 1475 entstanden. Sie wurde erstmals 1656 renoviert und wird umrahmt von Bildern des Simeon und des Jeremias.[22]
- In der Kapelle zu den Drei heiligen Mauren und dem heiligen Hubertus in Hostel ist das Paxtäfelchen zu sehen, ein Schmerzensmann, Öl auf Nussbaum, 19,2 × 11,3 cm, dicke: 2,2 cm aus dem 15. Jahrhundert (Einordnung aus dem Rheinischen Amt für Denkmalpflege). Auf der Rückseite ist ein schwalbenschwanzförmiger Griff eingezapft, der auch als Ständer dient.[23]
- In der Kirche St. Rochus befindet sich die Strempter Pietà. Das Gotteshaus wurde in den Jahren 1879/80, auch nach den Plänen von Theodor Kremer errichtet. Sie ist eine dreischiffige neuromanische Basilika ohne Turm aus Backstein.[24] Die Pietà mit einer Höhe von 74 cm stammt aus dem 15. Jahrhundert. Bemerkenswert ist, dass der Heiland an der linken Bauchseite eine Beule, wohl Pestbeule aufweist.
- Das Mechernicher Antependium von 1624 stammt ursprünglich aus dem Haus Rath und befindet sich heute im Depot des Domschatzes in Aachen.

### Radwege
Durch die Stadt führen die Radwanderwege:
- Eifel-Höhen-Route, der als Rundkurs um und durch den Nationalpark Eifel verläuft.
- Tälerroute, sie erschließt touristisch interessante Orte in Nordrhein-Westfalen auf familienfreundlicher Strecke.
- Wasserburgenroute, sie verbindet mehr als 130 Burgen am Rand der Eifel und in der Kölner Bucht.
- D-Route 4: Mittelland-Route: Von Aachen über Bonn und Siegen, Erfurt, Jena und Chemnitz nach Zittau.
- D-Route 7: Pilgerroute: Von Aachen über Köln, Düsseldorf, Duisburg, Münster, Osnabrück, Bremen und Hamburg nach Flensburg.

## Wirtschaft und Infrastruktur

### Verkehr

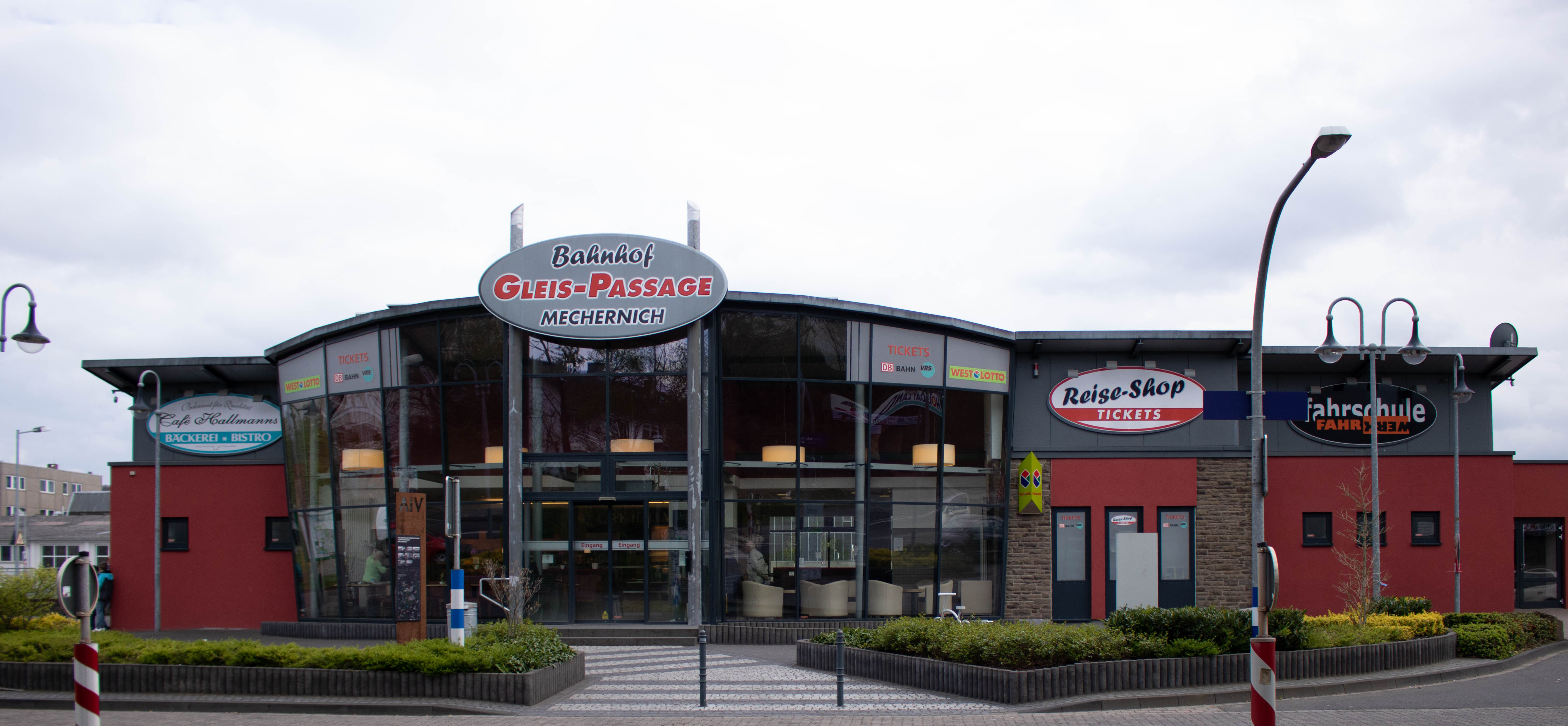
Bahnhof Mechernich (2017)

#### Schienenverkehr
Der Bahnhof Mechernich liegt an der Eifelstrecke (Köln–Euskirchen–Gerolstein–Trier), auf der im Schienenpersonennahverkehr
- der Eifel-Mosel-Express (RE 12) Köln–Euskirchen–Gerolstein–Trier
- der Eifel-Express (RE 22) Köln–Euskirchen–Gerolstein mit Durchbindung nach Trier (RB 22) und
- die Eifel-Bahn (RB 24) Köln–Euskirchen–Kall, in der Hauptverkehrszeit bis Gerolstein

verkehren.
Ein weiterer Halt ist in Satzvey. Er wird nur stündlich von der Eifel-Bahn bedient.
Der Schienenpersonennahverkehr wird von der DB Regio NRW unter dem Markennamen Vareo durchgeführt, die für den Eifel-Express und die Eifel-Bahn Diesel-Triebwagen der DB-Baureihe 620 und 622 in teilweise gemischter Ein- bis Dreifachtraktion für Geschwindigkeiten bis zu 140 km/h einsetzt. Aktuell werden jedoch nur maximal drei zweiteilige oder zwei dreiteilige Triebwagen zusammengekoppelt.
Für den gesamten Öffentlichen Personennahverkehr (ÖPNV) gilt der Tarif des Verkehrsverbundes Rhein-Sieg (VRS) und tarifraumüberschreitend der NRW-Tarif.

#### Busverkehr
Zentrale Umsteigepunkte in Mechernich sind Mechernich Bf und die näher zur Ortsmitte gelegene Haltestelle Stiftsweg. Von dort verkehren die VRS-Buslinien 773, 808, 809, 811, 826, 830, 887, 888 und 897, teilweise als TaxiBusPlus im Bedarfsverkehr. Zusätzlich verkehren einzelne Fahrten der auf den Schülerverkehr ausgerichteten Linien 827, 867, 868, 893, 896 und 898.
| Linie | Betreiber        | Verlauf |
| ----- | ---------------- | --- |
| 773   | RVK              | MiKE: Mechernich Bf – Kommern Freilichtmuseum |
| 808   | RVK              | Euskirchen Bf – Euenheim – Wißkirchen – Obergartzem – Firmenich – Schaven – Kommern – (Kommern-Süd –) Mechernich Stiftsweg – Mechernich Bf (– Roggendorf – Denrath – Kalenberg – Wallenthal – Wallenthalerhöhe – Kall Bf) |
| 809   | RVK              | MiKE (außer im Schülerverkehr): (Euskirchen – Billig – Kreuzweingarten) Antweiler – Wachendorf – Lessenich – Rißdorf – Lessenich – Satzvey Bf – Katzvey – (Kommern-Süd – Kommern –) Mechernich Stiftsweg – Mechernich Bf  |
| 811   | RVK              | MiKE: Mechernich Bf – Mechernich Stiftsweg – Kommern – Gehn – (Virnich –) Schwerfen – Bürvenich – Eppenich – Langendorf – Juntersdorf – Zülpich Frankengraben – Zülpich Bf                                                |
| 826   | Kreis EU/Schäfer | MiKE (außer im Schülerverkehr): Kalenberg / (Kall Bf – Keldenich – Dottel) – Kallmuth – Lorbach – Bergheim – (Vollem ← Vussem ← Breitenbenden ←) Mechernich Stiftsweg – Mechernich Bf                                     |
| 827   | Schäfer          | Zingsheim – Weyer – Dreimühlen – Eiserfey – Vollem – Urfey – Kallmuth – Lorbach – Bergheim – (Holzheim → Harzheim →) Vussem – Breitenbenden – Mechernich Stiftsweg – Mechernich Bf                                        |
| 830   | RVK              | MiKE (außer im Schülerverkehr): (Zingsheim –) Weyer – Dreimühlen – Eiserfey – (Urfey – Vollem –) Vussem – Breitenbenden – Mechernich Stiftsweg – Mechernich Bf                                                            |
| 867   | Schäfer          | Satzvey – Antweiler – Wachendorf – Lessenich – Rißdorf – Weiler am Berge – Holzheim – Harzheim – (Eiserfey – Vussem – Breitenbenden –) Mechernich Stiftsweg – Mechernich Bf                                               |
| 868   | Schäfer          | Satzvey – Obergartzem – Firmenich – (Kommern – Katzvey) / (Schaven – Gehn) – Mechernich Bf → Mechernich Feytal |
| 887   | RVK              | MiKE: Bad Münstereifel Bf – Bad Münstereifel Gewerbegeb./Ärtzeh. – Iversheim Bf – Eschweiler – Weiler am Berge – Harzheim – Holzheim – Mechernich Stiftsweg – Mechernich Bf                                               |
| 888   | RVK              | MiKE: Mechernich Stiftsweg – Mechernich Bf – Roggendorf – Hostel – Glehn – Eicks – Floisdorf – Berg – Floisdorf – Eicks – Kommern                                                                                         |
| 893   | Schäfer          | Kommern – Kommern-Süd – Katzvey – (Burgfey –) Mechernich Stiftsweg → Mechernich Bf (→ Roggendorf → Denrath → Strempt → Mechernich Bf)                                                                                     |
| 896   | Schäfer          | Berg – Floisdorf – Eicks – Glehn – Hostel – (Denrath – Schützendorf – Lückerath – Roggendorf –) Mechernich Bf → Mechernich Feytal                                                                                         |
| 897   | Kreis EU/Schäfer | MiKE (außer im Schülerverkehr): (Roggendorf – Denrath – Wallenthal –) Voißel – Wielspütz – Bergbuir – Bleibuir – Bescheid – Lückerath – Schützendorf – (Denrath –) Strempt – Mechernich Bf – Mechernich Stiftsweg         |
| 898   | Schäfer          | Wallenthal ← Scheven ← Kalenberg – (Scheven → Wallenthal →) / (→ Strempt → Lückerath) – Denrath – Roggendorf – Mechernich Bf → Mechernich Feytal                                                                          |

#### Straßen
Mechernich liegt an den Bundesstraßen 266 und 477. Am östlichen Rande des Stadtgebietes verläuft die Eifelautobahn A 1 mit der Anschlussstelle Bad Münstereifel/Mechernich.
Der Ort liegt an der alten Römerstraße Trier–Neuss.

### Bildung

#### Schulbildung
Die Schulen im Stadtgebiet Mechernich decken mit den Schulformen Grundschule, Gesamtschule, Gymnasium und Waldorfschule alle Bildungsstufen bis einschließlich Sekundarstufe II ab.

##### Kernort
- Katholische Grundschule Mechernich
- Gymnasium Am Turmhof
- Gesamtschule Mechernich

##### Kommern
- Katholische Grundschule Kommern

##### Lückerath
- Katholische Grundschule Lückerath

##### Satzvey
- Gemeinschafts-Grundschule Satzvey
- Waldorf Nordeifel – Freie Veytalschule Satzvey

#### Weitere Bildung
Eine Musikschule wird durch den Musikschulzweckverband Schleiden angeboten. Verschiedene Weiterbildungen erfolgen durch die VHS Kreis Euskirchen.

#### Bibliotheken
- Stadtbibliothek Mechernich
- Katholische Bibliothek Kommern

### Krankenhaus
In Mechernich befindet sich das 413 Betten starke Kreiskrankenhaus Mechernich mit insgesamt 9 Fachabteilungen, einer Belegabteilung und zwei nicht Betten führenden Abteilungen. Die Kreiskrankenhaus Mechernich GmbH wurde 1909 gegründet. Die Geschichte reicht jedoch bis ins 19. Jahrhundert zurück, als verunglückte Bergarbeiter in einem eigens dafür eingerichteten Ort zur Versorgung behandelt wurden. Dies war wohl der Grundstein für die heutige Abteilung der Unfallchirurgie im Kreiskrankenhaus Mechernich.

## Persönlichkeiten

### In Mechernich geboren
- Severin Hack (1809–1893), deutscher Bierbrauereibesitzer und Politiker
- Thomas Braun (1814–1906), in Kommern geborener deutsch-belgischer Pädagoge
- Friedrich Wilhelm Feldmann (1846–1911), in Kommern geborener Bautechniker und Bauunternehmer, Bürgermeister und Oberbürgermeister
- Heinrich Hoffmann (1848–1918), in Breitenbenden geborener Heimatkundler und Sagensammler
- Peter Carl Aloys Kreutzwald (1850–1918), in Kommern geborener Generalvikar vierer Kölner Erzbischöfe
- Josef Dederichs (1873–1958), in Bleibuir geborener Landschafts-, Marine- und Tiermaler der Düsseldorfer Schule
- Adolf Weber (1876–1963), Nationalökonom und Hochschullehrer
- Adolf Meyer (1881–1929), Architekt
- Philipp Fries (1882–1950), in Roggendorf geborener Politiker, Mitglied des Reichstags
- Andreas Girkens (1883–1944), in Hostel geborener Bäckermeister und römisch-katholischer Märtyrer
- Eduard Levano (1885–1937), in Kommern geborener Großhändler
- Heinz Ruland (1893–1974), in Satzvey geborener Grafiker
- Peter Lauterbach (1896–?), von 1948 bis 1951 Landrat des Kreises Schleiden
- Karl Kreuser (1901–1982), Bankmanager
- Peter Schüller (1921–2006), Kommunalpolitiker (SPD), von 1989 bis 1994 Bürgermeister von Mechernich
- Karl Ferber (1923–?), Fußballspieler
- Josef Linden (1926–2017), in Obergartzem geborener Landrat des Kreises Euskirchen von 1976 bis 1994
- Hans-Günther Richter (1933–2015),[26] Professor für Kunsterziehung und Lehrstuhlinhaber in Köln
- Peter Milz (1934–1986), Unternehmer und Politiker (CDU), Mitglied des Deutschen Bundestages
- Harald Euler (1943–2025), Evolutionspsychologe
- Udo Winand (* 1943), in Vussem geborener Professor für Wirtschaftsinformatik
- Wolfgang Schumacher (1944–2023), in Antweiler geborener Biologe und Geobotaniker sowie Universitätsprofessor
- Rainer K. Wick (* 1944), Kunstwissenschaftler, -pädagoge, Hochschullehrer, Publizist und Fotograf
- Klaus Vater (* 1946), stv. Regierungssprecher, Autor
- Hans-Joachim Raupp (* 1949), Kunsthistoriker und Hochschullehrer in Münster
- Dieter Engels (* 1950), Jurist und Präsident des Bundesrechnungshofes
- Horst Risse (* 1954), Verwaltungsjurist
- Hans-Peter Salentin (* 1961), Jazztrompeter und Professor für Jazztrompete an der Musikhochschule Würzburg
- Hans-Peter Schick (* 1961), Politiker (CDU)
- Ursula Weidenfeld (* 1962), Wirtschaftsjournalistin
- Martina Havenith-Newen (* 1963), Physikerin und Hochschullehrerin
- Birgitta Wollenweber (* 1963), Pianistin
- Alexander Eisvogel (* 1965), Jurist und Präsident des Beschaffungsamts des Bundesinnenministeriums
- Michael Larsen (* 1965), Sänger, Moderator, Komponist und Textdichter
- Volker Mießeler (* 1966), Politiker (CDU), Bürgermeister von Bergheim
- Boris Gehlen (* 1973), Wirtschaftshistoriker
- Dirk Moritz (* 1979), Schauspieler
- Christian Vogt (* 1979), Autor und Physiker
- Markus Ramers (* 1986), Politiker (SPD); seit 2020 Landrat des Kreises Euskirchen
- Katrin Schmidt (* 1986), Fußballspielerin
- Ann-Kathrin Wasle (* 1987), Schriftstellerin
- Lisa Wüllenweber (* 1992), Autorin und Lehrerin
- Frederic Baum (* 2000), Fußballspieler
- Laura Sieger (* 2000), Fußballtorhüterin

### Mit Mechernich verbunden
- Bernhard Clemens August Eick (1814–1868), Bergbeamter, Altphilologe und Altertumsforscher, lebte und starb in Mechernich
- Anton Könen (1929–2020), Heimatforscher und Postbeamter, lebte und starb in Mechernich
- Wolfgang Schumacher (1944–2023), Biologe und Geobotaniker
- Tom Krey (* 1947), Maler, lebt und arbeitet in Mechernich
- Patrik Berend (* 1970), Professor für Betriebswirtschaftslehre, lebt in Mechernich
- Bettina Wiegmann (* 1971), Fußballspielerin, spielte von 1982 bis 1984 für den TuS Mechernich
- Thomas Metzen (* 1981), DFB-Schiedsrichter, lebt in Mechernich
- Birthe Wolter (* 1981), Schauspielerin, wuchs in Mechernich-Strempt auf
- Scarlett Jansen (* 1988), Professorin für Strafrecht an der Universität Trier, machte in Mechernich 2007 ihr Abitur